# Ілля Муромець (водоспад)
Ілля́ Му́ромець (рос. Илья Муромец; яп. ラッキベツの滝, らっきべつのたき, «водоспад Раккібецу») — водоспад на півострові Медвежий, острова Ітуруп у складі Курильських островів, що перебувають під контролем Росії. Один із найвищих російських водоспадів. Відноситься до Сахалінського регіону.

## Короткі відомості
Розташовується водоспад у північній частині острова Ітуруп, на північно-східних схилах вулкана Демон, який зривається з прямовисного обриву в океан. Висота падіння води становить 141 м. Водоспад знаходиться в украй важкодоступному місці, тому його вільний огляд можливий лише з боку океану.

## Дивись також
Проблема Північних територій.